# Prix Lakatos
 (septembre 2022).
Si vous disposez d'ouvrages ou d'articles de référence ou si vous connaissez des sites web de qualité traitant du thème abordé ici, merci de compléter l'article en donnant les références utiles à sa vérifiabilité et en les liant à la section « Notes et références ».
Le prix Lakatos est décerné chaque année pour une contribution exceptionnelle à la philosophie des sciences. La contribution doit prendre la forme d'un livre publié en anglais au cours des six années précédentes. Le prix est décerné à la mémoire du philosophe tchèque Imre Lakatos et a été doté par la Fondation Latsis. La valeur de la bourse est d'environ 12 000 €. Pour bénéficier du prix, le candidat retenu doit se rendre à la London School of Economics (LSE) et donner une conférence publique. 

## Comité
Le Comité décerne le prix sur l'avis d'un panel de sélection indépendant et anonyme. Il est constitué du comité suivant : 
- Professeur Roman Frigg (responsable)
- Professeur Hasok Chang
- Professeur Nancy Cartwright
- Professeur Kostas Gavroglu
- Professeur Helen Longino
- Professeur Elliott Sober
- Professeur Richard Bradley

## Récipiendaires
Le prix a été remporté jusqu'à présent par :
- 1986 - Bas Van Fraassen pour The Scientific Image (1980) et Hartry Field pour Science Without Numbers (1980)
- 1987 - Michael Friedman pour Foundations of Space-Time Theories et Philip Kitcher pour Vaulting Ambition : Sociobiologie et quête de la nature humaine.
- 1988 - Michael Redhead pour Incompleteness, Nonlocality and Realism (Incomplétude, non-localité et réalisme)
- 1989 - John Earman pour A Primer on Determinism (Une introduction au déterminisme)
- 1991 - Elliott Sober pour Reconstructing the Past : Parsimony, Evolution, and Interference (1988)
- 1993 - Peter Achinstein (en) pour Particles and Waves : Historical Essays in the Philosophy of Science (1991) et Alexander Rosenberg pour Economics-Mathematical Politics or Science of Diminishing Returns ? (1992)
- 1994 - Michael Dummett pour Frege : Philosophie des mathématiques (1991)
- 1995 - Lawrence Sklar (en) pour Physics and Chance : Philosophical Issues in the Foundations of Statistical Mechanics (1993)
- 1996 - Abner Shimony (en) pour The Search for a Naturalistic World View (1993)
- 1998 - Jeffrey Bub pour Interpreting the Quantum World et Deborah Mayo pour Error and the Growth of Experimental Knowledge (1993).
- 1999 - Brian Skyrms (en) pour Evolution of the Social Contract (1996) sur la modélisation d'actions humaines "justes" et non intéressées en utilisant la dynamique évolutive (culturelle).
- 2001 - Judea Pearl pour Causality : Models, Reasoning and Inference (2000) sur les modèles causaux et le raisonnement causal.
- 2002 - Penelope Maddy pour Naturalism in Mathematics (1997) sur la question de la justification des axiomes de la théorie des ensembles.
- 2003 - Patrick Suppes (en) pour Representation and Invariance of Scientific Structures (2002) sur l'axiomatisation d'un large éventail de théories scientifiques en termes de théorie des ensembles.
- 2004 - Kim Sterelny pour Thought in a Hostile World : The Evolution of Human Cognition (2003)  (ISBN 978-0-631-18886-5) sur l'idée que la pensée est une réponse à la menace
- 2005 - James Woodward pour Making Things Happen (2003) sur la causalité et l'explication.
- 2006 - Harvey Brown pour Physical Relativity : Space-time Structure from a Dynamical Perspective (2005) et Hasok Chang pour Inventing Temperature : Measurement and Scientific Progress (2004)
- 2008 - Richard Healey pour Gauging What's Real : the conceptual foundations of contemporary gauge theories
- 2009 – Samir Okasha pour  Evolution and the Levels of Selection (2006).
- 2010 – Peter Godfrey-Smith pour Darwinian Populations and Natural Selection
- 2012 – Wolfgang Spohn pour The Laws of Belief: Ranking Theory and its Philosophical Implications (2012)
- 2013 – Laura Ruetsche (en) pour Interpreting Quantum Theories (2011) and David Wallace for The Emergent Multiverse: Quantum Theory According to the Everett Interpretation (2012)
- 2014 - David Malament pour Topics in the Foundations of General Relativity and Newtonian Gravitation Theory (2012)
- 2015 - Thomas Pradeu pour Les limites du soi : immunologie et identité biologique (2012)  (ISBN 978-0-19-977528-6)
- 2016 - Brian Epstein pour The Ant Trap : Rebuilding the Foundations of the Social Sciences (2015)  (ISBN 978-0-19-938110-4)
- 2017 - Craig Callender pour What Makes Time Special ?  (ISBN 978-0-19-879730-2)
- 2018 - Sabina Leonelli pour Data-Centric Biology : Une étude philosophique (2016)  (ISBN 978-0-226-41647-2)
- 2019 - Henk W. de Regt pour Comprendre la compréhension scientifique (2017)  (ISBN 978-0-19-065291-3)
- 2020 - Nicholas Shea pour Representation in Cognitive Science (2018)  (ISBN 978-0-19-881288-3)
- 2021 - Anya Plutynski pour Explaining Cancer : Finding Order in Disorder (2018)  (ISBN 978-0-19-996745-2)
- 2022 - Catarina Dutilh Novaes pour Les racines dialogiques de la déduction : Perspectives historiques, cognitives et philosophiques sur le raisonnement (2020)  (ISBN 978-1-10-880079-2)